# Hind Frioua
Hind Frioua (in arabo هند فريوا‎?; Rabat, ...) è un'atleta paralimpica marocchina specializzata nel lancio della clava. Compete nella categoria F31.

## Biografia
Affetta da paralisi cerebrale infantile sin da bambina, iniziò a praticare l'atletica leggera nel 2015. La sua prima esperienza internazionale risale al 2018, ma fu nel 2019 che prese parte per la prima volta a una rassegna iridata: ai campionati del mondo paralimpici di Dubai si classificò quinta nel lancio della clava F32, facendo registrare il nuovo record mondiale per la categoria F31 con la misura di 17,92 m.

## Record nazionali
- Lancio della clava F31: 17,92 m ( Dubai, 8 novembre 2019)

## Progressione

### Lancio della clava F31
| Stagione | Misura  | Luogo     | Data      | Rank. Mond. |
| -------- | ------- | --------- | --------- | ----------- |
| 2020     | 16,69 m | Marrakech | 27-2-2020 | 1ª          |
| 2019     | 17,92 m | Dubai     | 8-11-2019 | 1ª          |
| 2018     | 5,40 m  | Marrakech | 27-4-2018 | 2ª          |

## Palmarès
| Anno | Manifestazione       | Sede  | Evento                 | Risultato | Prestazione | Note |
| ---- | -------------------- | ----- | ---------------------- | --------- | ----------- | ---- |
| 2019 | Mondiali paralimpici | Dubai | Lancio della clava F32 | 5ª        | 17,92 m     | F31  |